# ادمیسن
ادمیسن (به آلمانی: Edemissen) یک شهر در آلمان است که در Peine واقع شده‌است. ادمیسن ۱۲٬۳۱۱ نفر جمعیت دارد.